# Amálie Augusta Bavorská
Amálie Augusta Bavorská (13. listopadu 1801, Mnichov – 8. listopadu 1877, Drážďany) byla bavorská princezna a sňatkem s králem Janem Saským saská královna.

## Biografie
Narodila se jako šestá dcera bavorského krále Maxmiliána I. Josefa – čtvrté dítě z jeho druhého manželství s Karolínou Bádenskou. Byla dvojčetem Alžběty Ludoviky Bavorské, pozdější pruské královny, manželky pruského krále Fridricha Viléma IV.

## Manželství, potomci
Dne 21. listopadu roku 1822 se v Drážďanech stala manželkou budoucího saského krále Jana I. (1801-1873, král v letech 1854–1873), syna prince Maxmiliána Saského (1759–1838) a jeho manželky Karoliny Bourbonsko-Parmské. Jan byl mladším bratrem saského krále Fridricha Augusta II., který se v roce 1833 oženil s mladší Amáliinou sestrou Marií Annou. Protože královský pár neměl děti, stal se po Fridrichově smrti v roce 1854 Jan jeho nástupcem na saském trůnu.
Z jejich manželství vzešlo devět potomků:
- 1. Marie Augusta Frederika Saská (22. 1. 1827 Drážďany – 8. 10. 1857 tamtéž), svobodná a bezdětná[1]
- 2. Albert Saský (23. 4. 1828 Drážďany – 19. 6. 1902 Szczodre), král saský od roku 1873 až do své smrti[2]
⚭ 1853 Karola Vasa-Holstein-Gottorpská (5. 8. 1833 Schönbrunn – 15. 12. 1907 Drážďany)[3]
- 3. Alžběta Saská (4. 2. 1830 Drážďany – 14. 8. 1912 Stresa)[4]
I. ⚭ 1850 Ferdinand Maria Savojsko-Carignanský (15. 11. 1822 Florencie – 10. 2. 1855 Turín), princ sardinský, vévoda janovský od roku 1831 až do své smrti[5]
II. ⚭ 1856 Niccolo Giuseppe Effisio, markýz Rapallo (6. 7. 1825 Cagliari – 27. 11. 1882 Turín), spáchal sebevraždu[6]
- 4. Fridrich August Ernst Saský (5. 4. 1831 Drážďany – 12. 5. 1847 Müglitztal)[7]
- 5. Jiří I. Saský (8. 8. 1832 Drážďany – 15. 10. 1904 tamtéž), saský král od roku 1902 až do své smrti[8]
⚭ 1859 Marie Anna Portugalská (21. 7. 1843 Lisabon – 5. 2. 1884 Drážďany), rodem portugalská infantka[9]
- 6. Marie Sidonie Saská (16. 8. 1834 Drážďany – 1. 3. 1862 tamtéž), svobodná a bezdětná[10]
- 7. Anna Saská (4. 1. 1836 Drážďany – 10. 2. 1859 Neapol)[11]
⚭ 1856 Ferdinand IV. Toskánský (10. 6. 1835 Florencie – 17. 1. 1908 Salcburk), rakouský arcivévoda, toskánský velkovévoda v letech 1859–1860, poté pouze titulární[12]
- 8. Markéta Saská (24. 5. 1840 Drážďany – 15. 9. 1858 Monza)[13]
⚭ 1856 Karel Ludvík Rakousko-Uherský (30. 7. 1833 Schönbrunn – 19. 5. 1896 Vídeň), rakouský arcivévoda[14]
- 9. Žofie Saská (15. 3. 1845 Drážďany – 9. 3. 1867 Mnichov)[15]
⚭ 1865 Karel Teodor Bavorský (9. 8. 1839 Possenhofen – 30. 11. 1909 Kreuth), vévoda bavorský[16]

Od roku 1850 byla hlavní předsedkyní Ženského spolku v Drážďanech, který založila její sestra, královna Marie Anna.
Královna Amálie Augusta ovdověla v roce 1873. Svého manžela přežila o čtyři roky; zemřela 8. listopadu roku 1877 ve věku 75 let. Pochována byla v katedrále Nejsvětější Trojice v Drážďanech.

## Vývod z předků
|                         |                                       |  |                             |                                           |  |  |  |  |  |  |  | Kristián II. Falcko-Zweibrückenský |
|                         |                                       |  |                             |                                           |  |  |  |  |  |  |  |                                    |
|                         | Kristián III. Falcko-Zweibrückenský   |  |                             |                                           |  |  |  |  |  |  |  |                                    |
|                         |                                       |  |                             |                                           |  |  |  |  |  |  |  |                                    |
|                         |                                       |  |                             | Kateřina Agáta Rappoltsteinská            |  |  |  |  |  |  |  |                                    |
|                         |                                       |  |                             |                                           |  |  |  |  |  |  |  |                                    |
|                         | Fridrich Michal Falcko-Zweibrückenský |  |                             |                                           |  |  |  |  |  |  |  |                                    |
|                         |                                       |  |                             |                                           |  |  |  |  |  |  |  |                                    |
|                         |                                       |  |                             | Ludvík Kraft Nasavsko-Saarbrückenský      |  |  |  |  |  |  |  |                                    |
|                         |                                       |  |                             |                                           |  |  |  |  |  |  |  |                                    |
|                         | Karolína Nasavsko-Saarbrückenská      |  |                             |                                           |  |  |  |  |  |  |  |                                    |
|                         |                                       |  |                             |                                           |  |  |  |  |  |  |  |                                    |
|                         |                                       |  |                             | Filipína Henrieta z Hohenlohe-Langenburgu |  |  |  |  |  |  |  |                                    |
|                         |                                       |  |                             |                                           |  |  |  |  |  |  |  |                                    |
|                         | Maxmilián I. Josef Bavorský           |  |                             |                                           |  |  |  |  |  |  |  |                                    |
|                         |                                       |  |                             |                                           |  |  |  |  |  |  |  |                                    |
|                         |                                       |  |                             | Teodor Eustach Falcko-Sulzbašský          |  |  |  |  |  |  |  |                                    |
|                         |                                       |  |                             |                                           |  |  |  |  |  |  |  |                                    |
|                         | Josef Karel Falcko-Sulzbašský         |  |                             |                                           |  |  |  |  |  |  |  |                                    |
|                         |                                       |  |                             |                                           |  |  |  |  |  |  |  |                                    |
|                         |                                       |  |                             | Marie Eleonora Hesensko-Rotenburská       |  |  |  |  |  |  |  |                                    |
|                         |                                       |  |                             |                                           |  |  |  |  |  |  |  |                                    |
|                         | Marie Františka Falcko-Sulzbašská     |  |                             |                                           |  |  |  |  |  |  |  |                                    |
|                         |                                       |  |                             |                                           |  |  |  |  |  |  |  |                                    |
|                         |                                       |  |                             | Karel III. Filip Falcký                   |  |  |  |  |  |  |  |                                    |
|                         |                                       |  |                             |                                           |  |  |  |  |  |  |  |                                    |
|                         | Alžběta Augusta Falcko-Neuburská      |  |                             |                                           |  |  |  |  |  |  |  |                                    |
|                         |                                       |  |                             |                                           |  |  |  |  |  |  |  |                                    |
|                         |                                       |  |                             | Ludvika Karolina Radziwiłłova             |  |  |  |  |  |  |  |                                    |
|                         |                                       |  |                             |                                           |  |  |  |  |  |  |  |                                    |
| Amálie Augusta Bavorská |                                       |  |                             |                                           |  |  |  |  |  |  |  |                                    |
|                         |                                       |  |                             |                                           |  |  |  |  |  |  |  |                                    |
|                         |                                       |  | Fridrich Bádensko-Durlašský |                                           |  |  |  |  |  |  |  |                                    |
|                         |                                       |  |                             |                                           |  |  |  |  |  |  |  |                                    |
|                         | Karel Fridrich Bádenský               |  |                             |                                           |  |  |  |  |  |  |  |                                    |
|                         |                                       |  |                             |                                           |  |  |  |  |  |  |  |                                    |
|                         |                                       |  |                             | Amálie Nasavsko-Dietzská                  |  |  |  |  |  |  |  |                                    |
|                         |                                       |  |                             |                                           |  |  |  |  |  |  |  |                                    |
|                         | Karel Ludvík Bádenský                 |  |                             |                                           |  |  |  |  |  |  |  |                                    |
|                         |                                       |  |                             |                                           |  |  |  |  |  |  |  |                                    |
|                         |                                       |  |                             | Ludvík VIII. Hesensko-Darmstadtský        |  |  |  |  |  |  |  |                                    |
|                         |                                       |  |                             |                                           |  |  |  |  |  |  |  |                                    |
|                         | Karolína Luisa Hesensko-Darmstadtská  |  |                             |                                           |  |  |  |  |  |  |  |                                    |
|                         |                                       |  |                             |                                           |  |  |  |  |  |  |  |                                    |
|                         |                                       |  |                             | Šarlota z Hanau-Lichtenbergu              |  |  |  |  |  |  |  |                                    |
|                         |                                       |  |                             |                                           |  |  |  |  |  |  |  |                                    |
|                         | Karolína Frederika Vilemína Bádenská  |  |                             |                                           |  |  |  |  |  |  |  |                                    |
|                         |                                       |  |                             |                                           |  |  |  |  |  |  |  |                                    |
|                         |                                       |  |                             | Ludvík VIII. Hesensko-Darmstadtský        |  |  |  |  |  |  |  |                                    |
|                         |                                       |  |                             |                                           |  |  |  |  |  |  |  |                                    |
|                         | Ludvík IX. Hesensko-Darmstadtský      |  |                             |                                           |  |  |  |  |  |  |  |                                    |
|                         |                                       |  |                             |                                           |  |  |  |  |  |  |  |                                    |
|                         |                                       |  |                             | Šarlota z Hanau-Lichtenbergu              |  |  |  |  |  |  |  |                                    |
|                         |                                       |  |                             |                                           |  |  |  |  |  |  |  |                                    |
|                         | Amálie Hesensko-Darmstadtská          |  |                             |                                           |  |  |  |  |  |  |  |                                    |
|                         |                                       |  |                             |                                           |  |  |  |  |  |  |  |                                    |
|                         |                                       |  |                             | Kristián III. Falcko-Zweibrückenský       |  |  |  |  |  |  |  |                                    |
|                         |                                       |  |                             |                                           |  |  |  |  |  |  |  |                                    |
|                         | Karolína Falcko-Zweibrückenská        |  |                             |                                           |  |  |  |  |  |  |  |                                    |
|                         |                                       |  |                             |                                           |  |  |  |  |  |  |  |                                    |
|                         |                                       |  |                             | Karolína Nasavsko-Saarbrückenská          |  |  |  |  |  |  |  |                                    |
|                         |                                       |  |                             |                                           |  |  |  |  |  |  |  |                                    |